# Томіни
Томіни (пол. Tominy) — село в Польщі, у гміні Ожарув Опатовського повіту Свентокшиського воєводства.
Населення — 107 осіб (2011).
У 1975-1998 роках село належало до Тарнобжезького воєводства.

## Демографія
Демографічна структура на день 31 березня 2011 року:
|          | Загалом | Допрацездатний вік | Працездатний вік | Постпрацездатний вік |
| -------- | ------- | ------------------ | ---------------- | -------------------- |
| Чоловіки | 47      | 6                  | 37               | 4                    |
| Жінки    | 60      | 17                 | 28               | 15                   |
| Разом    | 107     | 23                 | 65               | 19                   |